# Križarka razreda Vista
Vista je razred enajstih potniških križark, ki jih je zgradil italijanski Fincantieri v ladjedelnici Marghera. Križarke uporabljajo družbe Holland America Line, P&O Cruises, Cunard Line in Costa Cruises. Ladje imajo dizel-električni pogon z azipodi. 85% procentov sob ima pogled na morje, 67% pa ima tudi balkone. 
Vista ladje so razreda Panamax, kar pomeni da lahko uporabljajo Panamski prekop.

## Ladje
- 2002: MS Zuiderdam
- 2003: MS Oosterdam
- 2004: MS Westerdam
- 2005: MS Arcadia
- 2006: MS Noordam
- 2008: MS Eurodam
- 2007: MS Queen Victoria
- 2010: MS Queen Elizabeth
- 2010: MS Nieuw Amsterdam
- 2010: Costa Deliziosa

## Zunanje pvoezave
- Uradna stran Cunard Line
- Uradna stran  Holland America Line
- Uradna stran  P&O Cruises